# Elecciones municipales de 2019 en Pinto
Las elecciones municipales de 2019 se celebraron en Pinto el domingo 26 de mayo, de acuerdo con el Real Decreto de convocatoria de elecciones locales en España dispuesto el 1 de abril de 2019 y publicado en el Boletín Oficial del Estado el día 2 de abril. Se eligieron los 25 concejales del pleno del Ayuntamiento de Pinto, a través de un sistema proporcional (método d'Hondt), con listas cerradas y un umbral electoral del 5 %.

## Candidaturas
En abril de 2019 se publicaron 9 candidaturas, el PSOE con Juan Diego Ortiz en cabeza, el PP con la alcaldesa de la primera mitad de VIII legislatura y durante la IX legislatura, Miriam Rabaneda a la cabeza; la coalición de Ganemos, ahora nombrada Unidas Pinto, encabezada por el anterior alcalde, Rafael Sánchez; Ciudadanos con Nadia Belaradj a la cabeza; la escindida de Ganemos, Podemos con Isaac López; el partido Vox con Miguel Ángel Maldonado a la cabeza; la plataforma vecinal liderada por el comerciante pinteño, Justo Fernández, Somos Pinto; la coalición Izquierda Hoy (Actúa-La Izquierda Hoy-Los Verdes) liderada por el anterior gestor de Aserpinto, José Antonio López y la candidatura fantasma, Ganemos.

## Resultados
Tras las elecciones, el PSOE se proclamó ganador con 9 escaños, cuatro más que en la anterior legislatura, el PP se mantuvo con 7 escaños; Unidas Pinto resultó la gran vencida ya que de 7 escaños y la alcaldía pasó a solo 4 escaños y perdió la posibilidad de renovar el puesto; Ciudadanos consiguió 3 escaños, uno más que en la anterior legislatura y Vox y Podemos irrumpieron por primera vez en el consistorio con un escaño cada uno.
| Candidatura     | Candidatura                                          | Votos  | %                                       | Escaños                                 |
| --------------- | ---------------------------------------------------- | ------ | --------------------------------------- | --------------------------------------- |
|                 | Partido Socialista Obrero Español (PSOE)             | 8231   | 32,69                                   | 9                                       |
|                 | Partido Popular (PP)                                 | 6140   | 24,39                                   | 7                                       |
|                 | Unidas (Ganemos) Pinto                               | 3507   | 13,93                                   | 4                                       |
|                 | Ciudadanos-Partido de la Ciudadanía                  | 3126   | 12,42                                   | 3                                       |
|                 | Podemos (Podemos)                                    | 1366   | 5,43                                    | 1                                       |
|                 | Vox                                                  | 1307   | 5,19                                    | 1                                       |
|                 |                                                      |        |                                         |                                         |
|                 | Somos Pinto                                          | 1023   | 4,06                                    | 0                                       |
|                 | La Izquierda Hoy (Actúa-La Izquierda Hoy-Los Verdes) | 228    | 0,91                                    | 0                                       |
|                 | Ganemos                                              | 81     | 0,32                                    | 0                                       |
| Votos en blanco | Votos en blanco                                      | 167    |                                         | n/a                                     |
| Votos válidos   | Votos válidos                                        | 25.005 | 100,00                                  | 25                                      |
| Votos nulos     | Votos nulos                                          | 139    | Participación: · \| \| 68,31 % \| 0,08% | Participación: · \| \| 68,31 % \| 0,08% |
| Votantes        | Votantes                                             | 25.315 | Participación: · \| \| 68,31 % \| 0,08% | Participación: · \| \| 68,31 % \| 0,08% |
| Electores       | Electores                                            | 37.058 | Participación: · \| \| 68,31 % \| 0,08% | Participación: · \| \| 68,31 % \| 0,08% |
|                 | 68,31 %                                              |        |                                         |                                         |

## Concejales electos
| N.º | Nombre                               | Lista | Lista        |
| --- | ------------------------------------ | ----- | ------------ |
| 1   | Juan Diego Ortiz González            |       | PSOE         |
| 2   | Miriam Rabaneda Gudiel               |       | PP           |
| 3   | María Dolores Rodríguez Morcillo     |       | PSOE         |
| 4   | Rafael Sánchez Romero                |       | Unidas Pinto |
| 5   | Nadia Belaradj Moya                  |       | Ciudadanos   |
| 6   | David de Pedro Martín                |       | PP           |
| 7   | Federico Sánchez Pérez               |       | PSOE         |
| 8   | Antonia Soguero Fernández            |       | PSOE         |
| 9   | María Jesús Castro García de Paredes |       | PP           |
| 10  | Carlos Mario Gutiérrez González      |       | Unidas Pinto |
| 11  | Guillermo Portero Ruiz               |       | PSOE         |
| 12  | Fernando Oliver González             |       | Ciudadanos   |
| 13  | Francisco José Pérez García          |       | PP           |
| 14  | Flor Reguilón Aguado                 |       | PSOE         |
| 15  | Isaac López Sánchez                  |       | Podemos      |
| 16  | Rosa maría Ganso Patón               |       | PP           |
| 17  | Pablo Leal Rodríguez                 |       | PSOE         |
| 18  | María del Valle Martín Medina        |       | Unidas Pinto |
| 19  | Begoña Moreno de la Vieja            |       | Ciudadanos   |
| 20  | Lydia Rupérez Alonso                 |       | PSOE         |
| 21  | Salomón Aguado Manzanares            |       | PP           |
| 22  | Miguel Ángel Maldonado Caballero     |       | Vox          |
| 23  | Alejandro Robles Puertas             |       | PSOE         |
| 24  | Juan Guillermo Padilla Jiménez       |       | PP           |
| 25  | Francisco Javier Fernández Rojo      |       | Unidas Pinto |

## Elección del alcalde
Tras los comicios, el 2 de junio de 2019, Juan Diego Ortiz González cabeza de lista del PSOE y alcadable por el partido fue elegido con 9 votos a favor del PSOE, 4 a favor de Unidas Pinto y a favor de Podemos alcalde de la localidad. Por su parte, la cabeza de lista del Partido Popular y exalcaldesa Miriam Rabaneda recibió 7 votos de su partido a favor, la cabeza de lista de Ciudadanos Nadia Belaradj 3 votos de su partido y Miguel Ángel Maldonado Caballero de Vox un sol voto, de sí mismo.